# پت کاستلو
پت کاستلو (انگلیسی: Pat Costello; ۱۲ مارس ۱۹۲۹ – ۱۲ ژوئیهٔ ۲۰۱۴) قایقران روئینگ اهل ایالات متحده آمریکا بود.